# Jakobstor (Aachen)

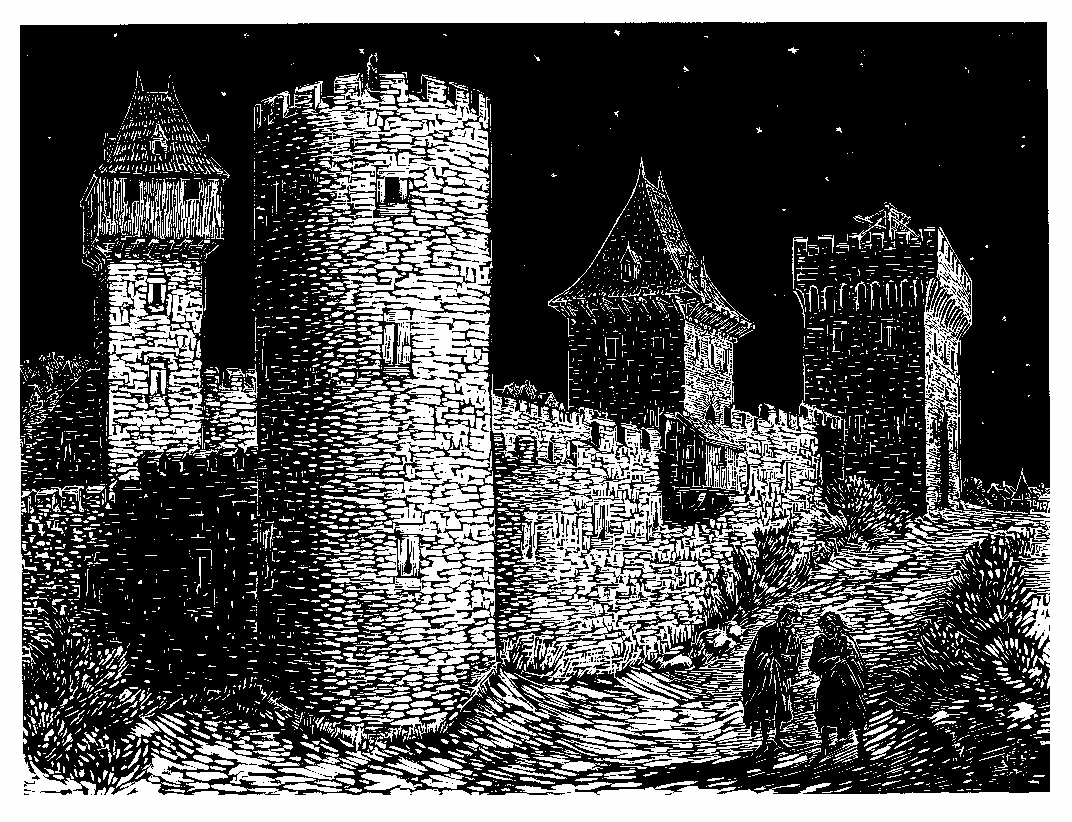
Jakobstor, Turm ohne Namen und Eyerkeilturm, Holzschnitt von Karl Josef Gollrad.

Das Jakobstor war ein Stadttor der ca. 1300–1350 errichteten äußeren Stadtmauer der Stadt Aachen. Es ist nicht mehr erhalten.

## Lage
Das Jakobstor stand am Ende der Jakobstraße, die auf einem Höhenrücken verläuft, der sich von Südwesten her bis in das Stadtzentrum Aachens schiebt. Da diese dem ursprünglichen römischen Straßenverlauf folgende Straße eine der Hauptverkehrsadern Aachens war, war das Jakobstor eines der vier Haupttore Aachens. Am gegenüberliegenden Ende dieser Hauptverkehrsader stand das Kölntor.
Im äußeren Mauerring stand das Jakobstor im Südwesten zwischen Rostor und Junkerstor. Zwischen Rostor und Jakobstor stand lediglich der Lavenstein, etwa 100 m vom Jakobstor entfernt. Direkt neben dem Jakobstor in Richtung Lavenstein stand eines der Wachthäuser der Aachener Stadtmauer. Zum Junkerstor hin fiel das Gelände steil ab, so dass hier zum Schutz eine schanzenförmige Zwingeranlage erforderlich war, die Lütticher Schanze. An dem Mauerring stand der Turm ohne Namen zwischen Jakobstor und Junkerstor, an der Ecke der Vormauer der Zwingeranlage der Eyerkeilturm.
Sämtliche Stadttore bis auf das Jakobstor lagen auf einer Kreisbahn mit dem Mittelpunkt auf dem Katschhof, einer Freifläche zwischen dem Oktogon des Doms und dem Rathaus. Zur Erklärung, weshalb gerade das Jakobstor aus diesem Kreis herausragt, werden zwei Theorien diskutiert.
- Als Tor war ursprünglich der Turm der Jakobskirche vorgesehen. Dieser war eines der Vorwerke der inneren Mauer, und um ihn herum hatte sich eine Siedlung gebildet. Sie sollte bestehen bleiben und musste durch eine Ummauerung geschützt werden.
- Der Geländeverlauf erforderte den vorgezogenen Bau. Der Bereich der zu überwachenden Lütticher Straße machte den Bau eines weiter aufwärts liegenden vorgezogenen Stadttores erforderlich.

## Geschichte
Das Jakobstor wurde in der Nähe der ursprünglichen Jakobskirche errichtet, deren Turm bereits als Vorwerk der ersten Stadtmauer zur Verteidigung der Stadt gedient hatte. 1320 wurde das Jakobstor erstmals urkundlich erwähnt. Es ist jedoch unklar, ob es damals schon fertiggestellt war oder lediglich der Unterbau bestand. Seinen Namen hat das Tor (und die Jakobstraße) daher, über diese Straße und durch dieses Tor der Jakobsweg über Lüttich, Paris und Bordeaux nach Santiago de Compostela verlief. Im 15. Jahrhundert war das Tor auch unter dem Namen „Schevattentor“ bekannt.
Während der französischen Besetzung Aachens wurde das Tor „Lütticher Tor“ genannt, da die Verlängerung der Jakobstraße, die – wie auch heute noch die B 264 – die Lütticher Straße war und nach Lüttich führte. Im ersten Viertel des 19. Jahrhunderts wurde das Tor im Zug der Schleifung der Aachener Stadtbefestigung abgerissen.

## Beschreibung
Der Torbau des Jakobstors war ein ähnlich wie beim Ponttor ein Vierkanttor. Sein Vortor war fast so hoch wie der Torbau und hatte ein Flachdach mit Zinnenkranz. Das Vortor hatte zwar nur zwei Geschosse, diese waren jedoch wesentlich höher als bei anderen Vortoren und hatten anders als diese keine Balkendecken, sondern Gewölbe. Dadurch war das Flachdach stabil genug für eine Wurfmaschine, z. B. eine Blide, mit der auf dem Höhenrücken anrückende oder in den Zwinger eingedrungene Angreifer mit Steinbrocken oder brennenden Pechtöpfen beschossen werden konnten. Eine Wurfmaschine für das Jakobstor wird 1349 erstmals erwähnt.